# Kirjat Mockin
Kirjat Mockin (hebr. קריית מוצקין; arab. كريات موتسكين) – miasto położone w dystrykcie Hajfa w Izraelu. Jest częścią aglomeracji miejskiej Ha-Kerajot.
Leży na równinie nadmorskiej w Zachodniej Galilei, w otoczeniu miast Hajfa, Kirjat Bialik i Kirjat Jam. Na północny zachód od miasta znajduje się baza Sił Obronnych Izraela.

## Historia
Tutejszą ziemię zakupił na początku XX wieku Żydowski Fundusz Narodowy. Osada została założona 9 października 1934 przez żydowskich imigrantów z Europy Wschodniej. Nazwano ją na cześć syjonistycznego przywódcy Leo Motzkina (1867–1933).
W grudniu 1935 wybudowanych zostało pierwszych 61 domów, w 1936 pierwsza szkoła Achdut, a w maju 1937 świętowano oddanie 300 domów. W 1940 otrzymało status samorządu lokalnego. W owym czasie w miejscowości żyło 2 tys. mieszkańców.
Podczas II wojny światowej miejscowość została zbombardowana z powodu swojej bliskości rafinerii ropy naftowej. Zniszczonych zostało wówczas kilka domów, a władze brytyjskie przeprowadziły ewakuację części mieszkańców. Podczas wojny domowej w Mandacie Palestyny osada została odizolowana przez arabskie oddziały zbrojne, które kilkakrotnie usiłowały zająć Kirjat Bialik. Mieszkańcy osady zdołali jednak odeprzeć te ataki, a w kwietniu 1948 rejon Hajfy opanowały oddziały żydowskiej Hagany.
W 1976 r. otrzymało prawa miejskie.
Podczas II wojny libańskiej w 2006 r. na miasto spadły liczne rakiety wystrzelone z Libanu przez Hezbollah.

## Demografia
Zgodnie z danymi Izraelskiego Centrum Danych Statystycznych w 2008 roku w mieście żyło 39,7 tys. mieszkańców, wszyscy Żydzi.
Zgodnie z danymi Izraelskiego Centrum Danych Statystycznych w Kirjat Mockin w 2000 było 15 326 zatrudnionych pracowników i 878 pracujących na własny rachunek. Pracownicy otrzymujący stałe pensje zarabiali w 2000 średnio 6175 NIS, i w ciągu roku mieli podwyżkę średnio o 5,7%. Przy czym mężczyźni zarabiali średnio 8061 NIS (podwyżka o 6,1%), a kobiety zarabiały średnio 4238 NIS (podwyżka o 2,2%). W przypadku osób pracujących na własny rachunek średnie dochody wyniosły 7077 NIS. W 2000 roku w Kirjat Mockin było 808 osób otrzymujących zasiłek dla bezrobotnych i 2377 osoby otrzymujące świadczenia gwarantowane.
Populacja miasta pod względem wieku (dane z 2006):
| Wiek (w latach) | Procent populacji w % |
| --------------- | --------------------- |
| 0-4             | 6,7%                  |
| 5-9             | 6,1%                  |
| 10-14           | 6,2%                  |
| 15-19           | 6,5%                  |
| 20-29           | 15,2%                 |
| 30-44           | 19,0%                 |
| 45-59           | 20,1%                 |
| ponad 60        | 20,4%                 |

Źródło danych: Central Bureau of Statistics.

## Transport
Wzdłuż wschodniej granicy miasta przebiega droga ekspresowa nr 4  (Erez – Rosz ha-Nikra). Droga równocześnie graniczy z położonym na wschodzie miastem Kirjat Bialik. Liczne drogi miejskie łączą miasto z sąsiednimi miastami Hajfą i Kirjat Jam. Z północnej części miasta wychodzi w kierunku wschodnim droga ekspresowa nr 79  (Kirjat Bialik – Maszhad).
W zachodniej części miasta ulokowana jest stacja kolejowa Kirjat Mockin. Komunikacja krajowa jest utrzymywana przez linie kolejowe Rakewet Jisra’el. Pociągi z Kirjat Mockin jadą do Naharijji, Hajfy, Tel Awiwu, Lod, Modi’in, Rechowot, Aszkelonu i Beer Szewy.

## Oświata
W Kirjat Mockin znajduje się 8 szkół podstawowych i 6 szkół średnich, w których ogółem uczy się 6,6 tys. uczniów. Wśród szkół są: Ahdut, Weizman, Micpe, Ort, Korczak, Ben Gurion i Menachem Begin.
Procent wykształcenia wyższego wśród dorosłej populacji miasta sięga 25,5% w zawodach technicznych i 17,8% z dyplomami uniwersyteckimi.

## Kultura
Historyczne muzeum miasta znajduje się w domu pierwszego burmistrza Kirjat Mockin, Arje Lejba  Grushkevich (pol. Gruszkiewcza), pochodzącego z Płońska. Wybudowany w 1936 dom właściciel przeznaczył na cele publiczne.
Największym miejskim parkiem jest Hay Park, który zajmuje powierzchnię około 520 akrów w północno-zachodniej części miasta. Jest tutaj ogród zoologiczny, w którym zgromadzono ponad 700 gatunków zwierząt z całego świata. W parku jest bogata roślinność tropikalna, jezioro łabędzie, fontanny, drogi rowerowe, place zabaw dla dzieci oraz miejsca do rekreacji i wypoczynku. W wielkim amfiteatrze odbywają się koncerty muzyczne oraz przedstawienia teatralne.
W mieście jest 25 synagog.

## Miasta partnerskie
- Bad Kreuznach, Niemcy
- Bad Segeberg, Niemcy
- Nyíregyháza, Węgry
- Tacoma, USA
- Orlando, USA
- Włodawa, Polska[8]
- Płońsk, Polska[9]